# Pierre Jean Baptiste Charles van der Aa
Pierre Jean Baptiste Charles van der Aa (ur. 31 października 1770 w Haarlemie, zm. 12 maja 1812 w Lejdzie) – holenderski prawnik, pisarz, zwolennik frakcji politycznej patriotów, członek Amsterdamskiego Komitetu Rewolucyjnego, autor proklamacji wolności wygłoszonej 19 stycznia 1795 w Amsterdamie. 

## Życiorys

### Wczesne lata

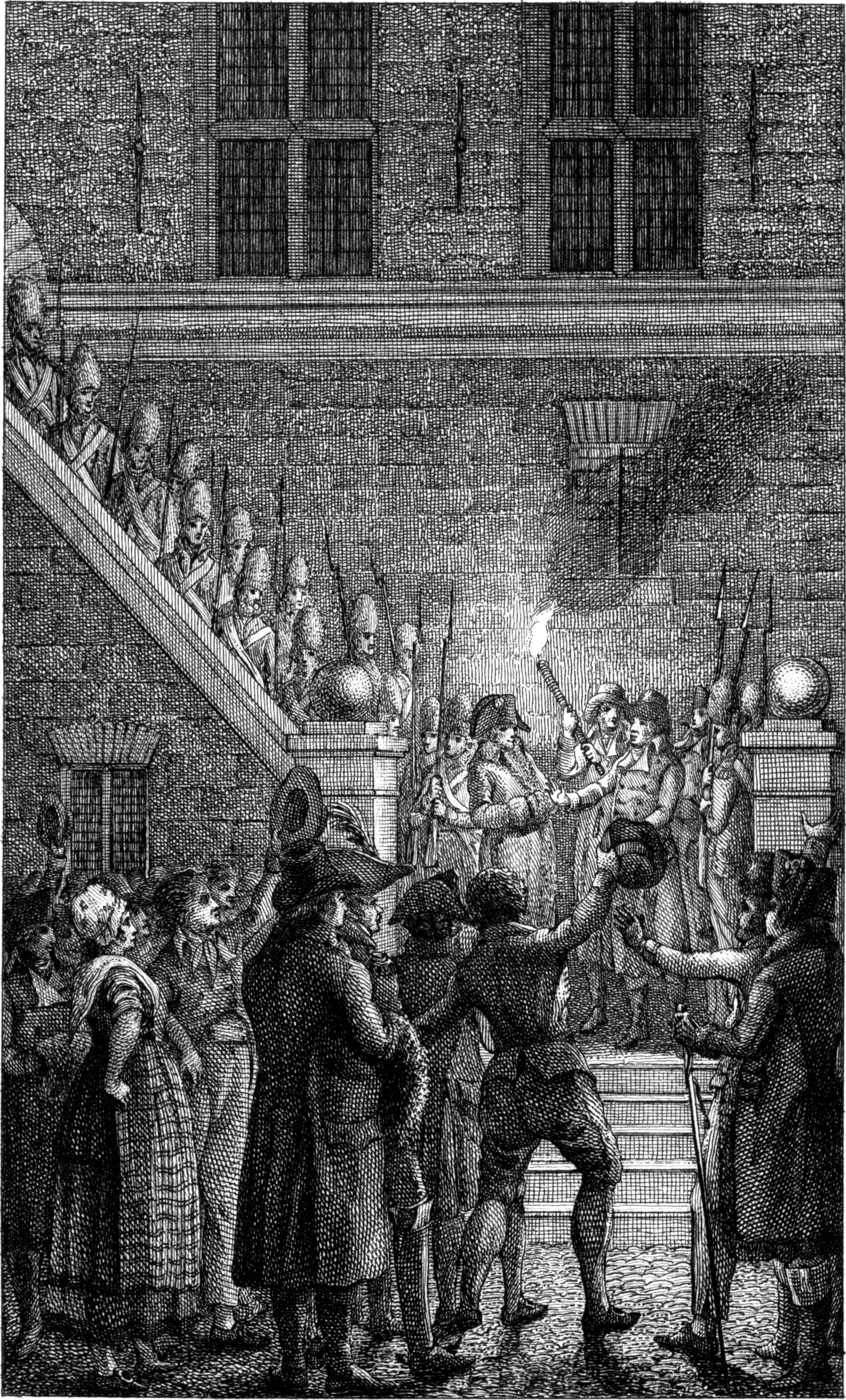
19 stycznia 1795: Amsterdamski Komitet Rewolucyjny ogłasza, że przejął zarządzanie Amsterdamem

Jego ojcem był luterański kaznodzieja (niderl. predikant) i sekretarz Towarzystwa Naukowego w Haarlemie Christianus Carolus Henricus van der Aa. Ojciec przywiązywał dużą wagę do wykształcenia syna, dlatego od wczesnych lat pobierał lekcje nauki łaciny i greki, aby móc słuchać wykładów, z literatury, filozofii i prawa, prowadzonych przez profesorów na uniwersytecie nauk stosowanych w Utrechcie i Lejdzie. W Utrechcie przez rok uczył się literatury i historii pod kierunkiem profesora Christopha Saxe (1714-1806). W Lejden filozofii uczył go Dionysius van de Wijnpersse (1724-1808), fizyki Christiaan Hendrik Damen (1754-1793), chemii Florentius Jacobus Voltelen (1753-1795). 19 grudnia 1789, w wieku 19 lat, na Uniwersytecie w Lejdzie, po obronie rozprawy De Poena infamiae, został magistrem prawa.

### Początki kariery
Po uzyskaniu uprawnień do wykonywania zawodu rozpoczął praktykę adwokacką w Amsterdamie. Tam też zaangażował się w działania Amsterdamskiego Komitetu Rewolucyjnego, którego został sekretarzem. Jako zaciekły przeciwnik arystokracji, pomógł wywołać rewolucję w 1795. Celem komitetu było doprowadzenie do pokojowego przejęcia władzy, zanim wojska francuskie zajmą miasto siłą .

### Proklamacja wolności

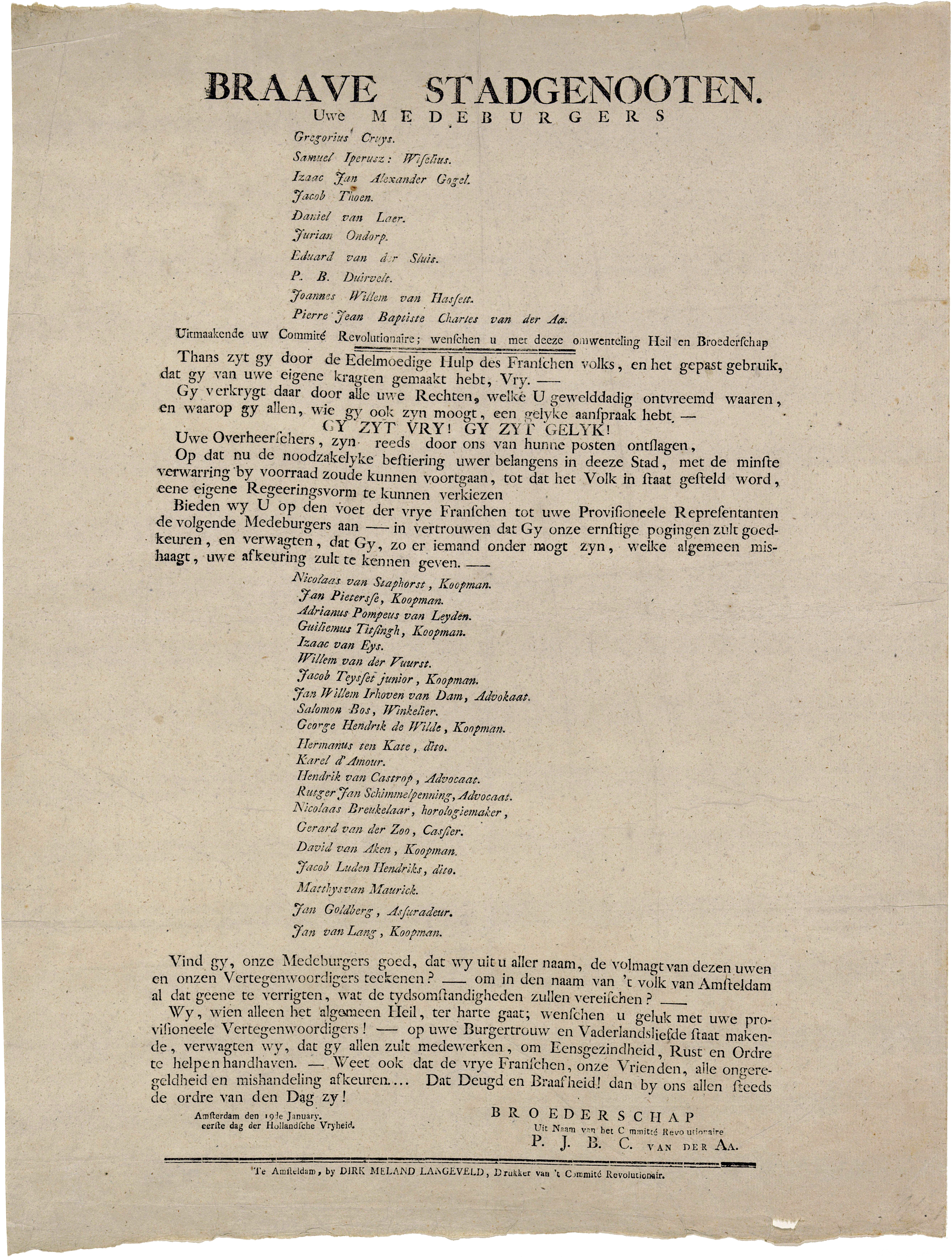
Proklamacja wolności, 19 stycznia 1795, Amsterdam

W wyniku rewolucji batawskiej w Amsterdamie 18 stycznia 1795 doszło do przejęcia władzy przez Amsterdamski Komitet Rewolucyjny. Tego samego dnia stadhouder Republiki Siedmiu Zjednoczonych Prowincji Niderlandzkich, książę Wilhelm V Orański-Nassau, opuścił kraj. 19 stycznia ogłoszono proklamację wolności, którą spisał van der Aa. Zawierała ona listę członków Komitetu Rewolucyjnego i listę nazwisk proponowanych przedstawicieli obywateli miasta. 
W tym samym roku opublikował sprawozdanie z działań Komitetu Rewolucyjnego w Amsterdamie po wkroczeniu wojsk francuskich – Verslag van het Comité Revolutionair van Amsterdam over zyn werkzaamheden bij de komst van de Franse legers .

### Wycofanie się z polityki
Zmiana polityczna nie spełniła jego oczekiwań. Rozczarowany tym, że wielu patriotów kierowało się bardziej własną korzyścią, niż dobrem ojczyzny, wycofał się z aktywnych działań politycznych. W 1796 przyjął nominację na baliwa w Amstelland, a następnie na stanowisko sekretarza Nieuwer-Amstel. Przez kolejnych dziewięć lat mieszkał w swojej posiadłości Middenhoeve niedaleko Amstelveen. w 1805 został odwołany ze stanowiska po konflikcie z wielkim pensjonariuszem Rutgerem Janem Schimmelpenninckiem. W tym samym roku wznowił praktykę adwokacką w Lejdzie . 

### Rodzina
Van der Aa miał siedmioro dzieci. Z pierwsza żoną, Franciną Adrianą Barthą van Peene, miał troje dzieci, z drugiego małżeństwa z Antoinette Catharine Simon Thomas, czworo. Najstarszy syn Christianus Petrus Eliza Robidé van der Aa (1791-1851) był prawnikiem i pisarzem. Drugi z kolei syn Abraham Jacob van der Aa (1792-1857) był leksykografem, autorem Słownika geograficznego Holandii. Charles Ménard Adelaide Simon van der Aa (1810-1855) był prawnikiem.

## Publikacje
Publikacje van der Aa:
- Handboek voor de jongelingschap of lessen voor het Maatschappelijk leven (Amsterdam, 1802)
- Aanspraak in dichtmaat bij het heugelijk vredefeest (Amsterdam, 1802)
- Redevoering over den minst geachten stand in den Burgerstaat (Amsterdam, 1802)
- Kleine gedichtjes voor zeer jonge kinderen (Amsterdam, 1803)
- Handboek voor den Jongeling, of Lessen voor het maatschappelijk leven (1802)
- Handleiding tot het gebruik der ordonnantie op het middel van het klein zegel, 1806.
- Handleiding tot gebruik van het Crimineel wetboek ingerigt voor het koningrijk Holland (Leyden, 1809)
- Handleiding tot gebruik van het wetboek Napoleon, ingerigt voor het koningrijk Holland (Leyden, 1809)
- Handboek voor Voogden, Curateuren, Executeuren, Administrateuren enz. ingerigt en dienstbaar gemaakt voor het wetboek Napoleon (1809)
- Inleiding tot de hedendaagsche Hollandsche regtsgeleerdheid en praktijk (Amsterdam, 1810)
- Wetboek der belasting op het zegel (Dordrecht, 1809)
- De geest der Conscriptie (1809)
- Wetten voor Voogden, Executeuren en Curators, volgens het Fransche regt (Amsterdam, 1810)
- Het wetboek Napoleon verklaard door de voornaamste Fransche regtsgeleerden, uit het Fransch (Amsterdam, 1810)
- Het wetboek der burgerlijke regtspleging door formulieren in praktijk gebragt, uit het Fransch (Hoorn, 1811)
- Verhandeling van het wetboek van Strafvordering met formulieren uit het Fransch van Daubenton (Amsterdam, 1811)
- Grondbeginselen van de wetenschap der Notarissen, uit het Fransch van J.B. Lorret (Dordrecht, 1811)
- Inleiding tot de Burgerlijke regtspleging of praktizijns handboek, naar het Fransch van M. Pigeau (Dordrecht, 1812)
- Zamenstel der administrative wetgeving, naar het Fransch van Portiez (Rott., 1812)
- Handboek voor deskundigen of gids in burgerlijke zaken voor regters, regterlijke ambtenaars, landmeters enz. (Dordrecht, 1812)
- Wetboek der belastingen op het zegel, de registratie, hypotheken en griffie (Dordrecht, 1814)